# Сарати
Са́рати (кв. Sarati, «буквы») — вымышленная письменность, созданная Дж. Р. Р. Толкином. Согласно «Сильмариллиону», изобретена эльфом Румилом из Тириона, который «нашёл подходящие знаки для записи речи и песен, некоторые для гравировки на металле или камне, другие — для письма кистью или карандашом». Является первой системой письма в Арде. Впоследствии на основе сарати Феанор, «превзойдя работу Румила», создал тенгвар. Название «сарати» происходит от слова «сарат» (кв. sarat), обозначающего знак письма.

## Характеристика
- Каждый знак сарати соответствует одной фонеме.
- В письменах Румила гласные, в отличие от согласных, обозначаются диакритическими знаками; сарати относят к абугидам, поскольку диакритика для /a/ зачастую опускается, что делает обозначение слога с /a/ базовым, модифицируемым диакритикой для других гласных. При письме сверху вниз знаки для гласных располагаются по сторонам столбца, иначе занимают место над или под строкой (что зависит от того, предшествует гласный согласному или следует за ним). Если гласный не сопровождается согласным, на письме диакритика присоединяется к нечитаемому «носителю гласного» (англ. vowel carrier), ведущему происхождение от сарат для исчезнувшей в квенья фонемы /γ/[2]. Знаки сарати, особенно для согласных, подвергались у Толкина значительным изменениям с течением времени.
- Учитывая то, что эльдар были амбидекстрами[3], направление письма в сарати может быть различным: слева направо (для правой руки), справа налево (для левой руки), сверху вниз (начиная справа или слева[2]), бустрофедон. Такое разнообразие уподобляет письмена Румила реально существовавшим древним письменностям.
- Основными знаками препинания в сарати являются два варианта точки: вертикальная черта с одной или двумя точками с каждой стороны.